# Celleporina excisa
Celleporina excisa är en mossdjursart som beskrevs av Harmer 1957. Celleporina excisa ingår i släktet Celleporina och familjen Celleporidae. Inga underarter finns listade i Catalogue of Life.